# Flor Silvestre
Guillermina Jiménez Chabolla (Salamanca, Guanajuato, 16 d'agost de 1930-Villanueva, Zacatecas, 25 de novembre de 2020), va ser una cantant i actriu mexicana més ben coneguda sota el seu nom artístic, Flor Silvestre. Com a cantant, s'especialitzà en el gènere de música ranxera.

## Trajectòria
Famosa per la seva melodiosa veu que transmetia els sentiments de la cantant tenint poderosos greus acercandose a la veu d'una contralt i particular estil interpretatiu, d'aquí els sobrenoms de«La Sentimental» i «La Voz Que Acaricia», Flor Silvestre és una de les intèrprets femenines més emblemàtiques de la música mexicana, dins dels gèneres de la ranxera, el bolero, el bolero ranxer i el huapango, amb més de 300 enregistraments en tres segells discogràfics: Columbia, RCA Víctor i Musart. El 1945, era anunciada com l’«Alma de la Canción Ranchera» i el 1950, any en què va aconseguir la seva consagració en la XEW, era reconeguda com la «Reina de la Canción Mexicana». El 1950, va gravar amb Columbia els seus primers èxits, entre ells «Imposible olvidarte», «Que Dios te perdone (Dolor de ausencia)», «Pobre corazón», «Viejo nopal», «Guadalajara» i «Adoro a mi tierra». Amb Musart va gravar un ample repertori d’èxits: «Cielo rojo», «Renunciación», «Gracias», «Cariño santo», «Mi destino fue quererte», «Mi casita de paja», «Toda una vida», «Amar y vivir», «Gaviota traidora» «El mar y la esperanza», «Celosa», «Vámonos», «Cachito de mi vida», «Miel amarga», «Perdámonos», «Tres días», «No vuelvo a amar», «Las noches las hago días», «Estrellita marinera» i «La basurita», entre d'altres. Els seus senzills van aconseguir escalar llistes de popularitat com Mexico's Best Sellers de Cashbox i Latin American Single Hit Parade de Record World. Estrella musical de programes radiófonicos de la XEW, va tenir grans èxits amb les seves presentacions teatrals i en televisió va arribar a tenir més de tres sèries musicals a la setmana. Per més de quaranta anys, va demostrar les seves habilitats com amazona en l'espectacle eqüestre del seu marit, el també cantant i actor mexicà Antonio Aguilar.
Bella i escultural, Flor Silvestre va destacar al cinema mexicà com a figura estel·lar de la època d'or. Va fer el seu debut com a actriu en la pel·lícula Primero soy mexicano (1950), dirigida i coprotagonitzada per Joaquín Pardavé.
Va actuar al costat de grans comediants com Cantinflas, a El bolero de Raquel (1957); Tin Tan, a ¡Paso a la juventud! (1958) i Escuela de verano (1959); Resortes, a El gran pillo (1960); i Viruta i Capulina, a Dos locos en escena (1960). A més, va protagonitzar comèdies en les quals els personatges principals són dones: Las hermanas Karambazo (1960), Poker de reinas (1960), Las tres coquetonas (1960) i Tres muchachas de Jalisco (1964). Va treballar amb el reconegut cineasta mexicà Ismael Rodríguez en dues pel·lícules: La cucaracha (1959), on va cantar a duet amb María Félix, i Ánimas Trujano (1961), la segona pel·lícula mexicana nominada a l'Oscar a la millor pel·lícula de parla no anglesa, en la qual va compartir crèdits estel·lars amb l'actor japonès Toshiro Mifune. Flor Silvestre va participar en més de setanta pel·lícules al llarg de quaranta anys. També va ser la protagonista i intèrpret del còmic La Llanera Vengadora. El 2013, l’ Asociación de Periodistas Cinematográficos de México (PECIME) la va guardonar amb la Diosa de Plata Especial per Trajectòria.

## Discografia

### Àlbums d'estudi
| Any  | Títol                                                      | Discogràfica             | Número de catàleg |
| ---- | ---------------------------------------------------------- | ------------------------ | ----------------- |
| 1959 | Flor Silvestre                                             | Discos Musart            | 481               |
| 1963 | Flor Silvestre con el Mariachi México                      | Discos Musart            | 771               |
| 1964 | Flor Silvestre con el Mariachi México, vol. 2              | Discos Musart            | 871               |
| 1964 | La sentimental Flor Silvestre                              | Discos Musart            | 898               |
| 1965 | La acariciante voz de Flor Silvestre                       | Discos Musart            | 1071              |
| 1966 | Celosa con Flor Silvestre y otros éxitos                   | Discos Musart            | 1174              |
| 1967 | Boleros rancheros con la acariciante voz de Flor Silvestre | Discos Musart            | 1212              |
| 1967 | Flor Silvestre, vol. 6                                     | Discos Musart            | 1310              |
| 1968 | Flor Silvestre, vol. 7                                     | Discos Musart            | 1390              |
| 1968 | Flor Silvestre, vol. 8                                     | Discos Musart            | 1417              |
| 1970 | Amor, siempre amor                                         | Discos Musart            | 1470              |
| 1970 | Flor Silvestre y las canciones de sus tríos favoritos      | Discos Musart            | 1511              |
| 1971 | Las noches las hago días                                   | Discos Musart            | 1519              |
| 1972 | Una gran intérprete y dos grandes compositores             | Discos Musart            | 1557              |
| 1972 | La voz que acaricia                                        | Discos Musart            | 1571              |
| 1972 | Canciones con alma                                         | Discos Musart            | 1602              |
| 1973 | La onda norteña de Flor Silvestre                          | Discos Musart            | 1613              |
| 1974 | Aquella                                                    | Discos Musart            | 1628              |
| 1974 | Con todo mi amor a mi lindo Puerto Rico                    | Discos Musart            | 1643              |
| 1975 | La sentimental Flor Silvestre                              | Discos Musart            | 1659              |
| 1975 | Y yo                                                       | Discos Musart            | 1675              |
| 1976 | La basurita                                                | Discos Musart            | 1692              |
| 1977 | Arrullo de Dios                                            | Discos Musart            | 1709              |
| 1978 | Ahora sí va en serio                                       | Discos Musart            | 1742              |
| 1985 | Flor Silvestre cantando norteño                            | Discos Musart            |                   |
| 1988 | No te pido más                                             | Discos Musart            | 90018             |
| 1989 | 15 éxitos con banda: Flor Silvestre, vol. 1                | Discos Musart            | EM2079            |
| 1991 | Flor Silvestre con tambora                                 | Discos Musart            | 90083             |
| 1994 | Me regalo contigo                                          | Discos Musart            | 1076              |
| 2010 | Soledad: canto a mi amado y a su recuerdo                  | Equinoccio (Green Dream) |                   |

### Àlbums recopilatoris
| Any  | Títol                                         | Companyia discogràfica          | Número de catàleg |
| ---- | --------------------------------------------- | ------------------------------- | ----------------- |
| 1964 | Flor Silvestre canta sus éxitos               | Discos Okeh (CBS)               | 10016             |
| 1964 | Los éxitos de Flor Silvestre                  | Discos Musart                   | DC-1012           |
| 1972 | Los éxitos de Flor Silvestre                  | Discos Musart                   | EDC-1591          |
| 1975 | Flor Silvestre                                | Trébol (Musart)                 | T-10518           |
| 1975 | Flor Silvestre                                | Discos Musart                   | ETDM-10526        |
| 1977 | El disco de oro de Flor Silvestre             | Discos Musart                   | ED-1719           |
| 1979 | Flor Silvestre                                | Discos Musart                   | EDC-1754          |
| 1984 | 15 éxitos                                     | Discos Musart                   | TTV-1012          |
| 1997 | 15 éxitos, vol. 2                             | Discos Musart                   | 137               |
| 1998 | 15 grandes éxitos                             | Discos Musart                   | 2048              |
| 2003 | Colección de oro: Flor Silvestre con mariachi | Discos Musart                   | 2890              |
| 2009 | Joyas musicales: Flor Silvestre               | Discos Musart                   |                   |
| 2015 | Mexicanísimo: Flor Silvestre                  | Sony Music Latin                | 5090642           |
| 2016 | Serie del recuerdo: Flor Silvestre            | Sony Music Entertainment México |                   |

## Filmografia
- Primero soy mexicano (1950)
- El tigre enmascarado (1951)
- El lobo solitario (1952)
- La justicia del lobo (1952)
- Vuelve el lobo (1952)
- La huella del chacal (1956)
- Rapto al sol (1956)
- El bolero de Raquel (1957)
- El jinete sin cabeza (1957)
- La justicia del gavilán vengador (1957)
- La cabeza de Pancho Villa (1957)
- Los muertos no hablan (1958)
- ¡Paso a la juventud..! (1958)
- Mi mujer necesita marido (1959)
- Kermesse (1959)
- Tan bueno el giro como el colorado (1959)
- Pueblo en armas (1959)
- El hombre del alazán (1959)
- El ciclón (1959)
- Escuela de verano (1959)
- ¡Quietos todos! (1959)
- El gran pillo (1960)
- Dos locos en escena (1960)
- Las hermanas Karambazo (1960)
- Poker de reinas (1960)
- Las tres coquetonas (1960)
- Vivo o muerto (1960)
- De tal palo tal astilla (1960)
- Los fanfarrones (1960)
- ¡Viva la soldadera! (1960)
- Luciano Romero (1960)
- Juan sin miedo (1961)
- Ánimas Trujano (1962)
- La venganza de la sombra (1962)
- La trampa mortal (1962)
- Aquí está tu enamorado (1963)
- Tres muchachas de Jalisco (1964)
- El revólver sangriento (1964)
- Escuela para solteras (1965)
- El rifle implacable (1965)
- Alma llanera (1965)
- El tragabalas (1966)
- El alazán y el rosillo (1966)
- Caballo prieto azabache (1968)
- El as de oros (1968)
- Lauro Puñales (1969)
- El ojo de vidrio (1969)
- Vuelve el ojo de vidrio (1970)